# HMS Namur (1756)
HMS Namur (1756) — 90-пушечный британский линейный корабль 2 ранга. Заказан 12 июля 1750 года. Спущен на воду 3 марта 1756 года в Чатем. Второй корабль Королевского флота, названный Namur.

## Семилетняя война
1757 — капитан Питер Деннис (англ. Peter Denis), с флотом сэра Эдварда Хока, участвовал в неудачной экспедиции против Рошфора в сентябре[уточнить].
1758 — был флагманом адмирала Боскавена при осаде Луисбурга.
1759 -

29 января Royal George и Namur вышли из Спитхеда, чтобы войти в Портсмут, но как раз при проходе платформы ветер зашел, и Namur сел на мель; катера и лихтеры гавани пришли ему на помощь, пушки опер-дека были сняты, бочонкам с водой и пивом выбиты днища, корабль максимально облегчен и укреплен подпорками; но, когда вода ушла с отливом, дал крен на правый борт, и лежал таким образом до одиннадцати вечера, когда наконец отверповался в канал без особых повреждений.
Оригинальный текст (англ.)On the 29th. January the Royal George and Namur sailed from Spithead in order to enter Portsmouth Harbour; but just as they got abreast of the platform, the wind took them short, and the Namur ran aground; the boats and lighters in the harbour came to her assistance; the upper deck guns were got out, the water and beer aboard staved, and the ship made as light as possible, and shored; but as the water left her, it being ebbing tide, she took a list to the starboard side, and lay in that manner till eleven at night, when they warpt her into the channel without much damage.

1759 — был флагманом при Лагосе. В ноябре был в бухте Киберон

## Американская революционная война
1779 — был в деле Филдинга-Биландта.
1782 — капитан Роберт Фэншоу (англ. R. Fanshaw), Вест-Индия. Был при островах Всех Святых.

## Революционные войны
1797 — капитан Уитшед (англ. James Hawkins Whitshed); был при мысе Сент-Винсент
1799 — капитан Люк (англ. Luke), Лиссабонская станция.
1800 — тот же капитан, Спитхед.
13 января 1800 французский бриг-корсар сумел войти в Торбей вместе с флотом из Гибралтара и оставался там в течение шести дней. Не возбуждал никаких подозрений, так как немногие находившиеся на палубе хорошо говорили по-английски, пока не вышел с флотом и не пропустил ответ на секретный сигнал. Namur взял его на абордаж; в низах были обнаружены спрятавшиеся 50 человек, готовые в ближайшую ночь захватить какой-либо корабль конвоя.

## Наполеоновские войны
1803 — срезан до 74-пушечного в Чатеме.
1805 — капитан Лоренс Холстед (англ. Lawrence В. Halsted), Флот Канала.
21 августа 1805 был возле острова Уэссан с еще 16 линейными кораблями адмирала Корнуоллиса, когда брестский флот французов вышел из Гуле и встал на якорь.
На следующий день адмирал с HMS Indefatigable, HMS Ville de Paris, HMS Caesar, HMS Montague, Namur и еще тремя 2-дечными пошел к берегу, но французы отступили, и после перестрелки с береговыми батареями британцы отошли в море.
1805 — был при мысе Ортегаль. С эскадрой под командованием сэра Ричарда Страчана 3 ноября присутствовал при капитуляции французской эскадры из четырех кораблей контр-адмирала Дюмануара. Французский флагман Formidable сдался Namur и был взят в британскую службу как HMS Brave.
В четверг 16 января 1806, при стоянке в Сент-Хеленс, во время шторма оторвался катер с двумя матросами. За ним были отправлены два куттера, и один из них вернулся с ним к кораблю. Другой, предположительно, наскочил на камни Уолленерс и опрокинулся при повороте, в попытке войти в гавань Лэнгстон. Куттер с телом моряка вынесло на берег острова Хейлинг. Лейтенант Смит (англ. Smith) и семь человек погибли.
13 марта 1806 Namur был с сэром Дж. Уорреном при захвате Marengo и Belle Poule в Атлантическом океане.
В июле 1807 года был выведен в резерв; к концу года брандвахта в Норе, капитан Чарльз Джонс (англ. Charles Jones).
1808 — флагман вице-адмирала Томаса Уэллса (англ. Thomas Wells), капитан Ричард Джонс (англ. Richard Jones).
1811 — флагман сэр Томаса Уильямса (англ. Thomas Williams); использовался как плавучая казарма в Норе. Капитан Чарльз Джон Остин, отвечал за комплектование всех кораблей, оснащавшихся в устье Темзы и Медвея.
Отправлен на слом в 1833 году.